# Belvì

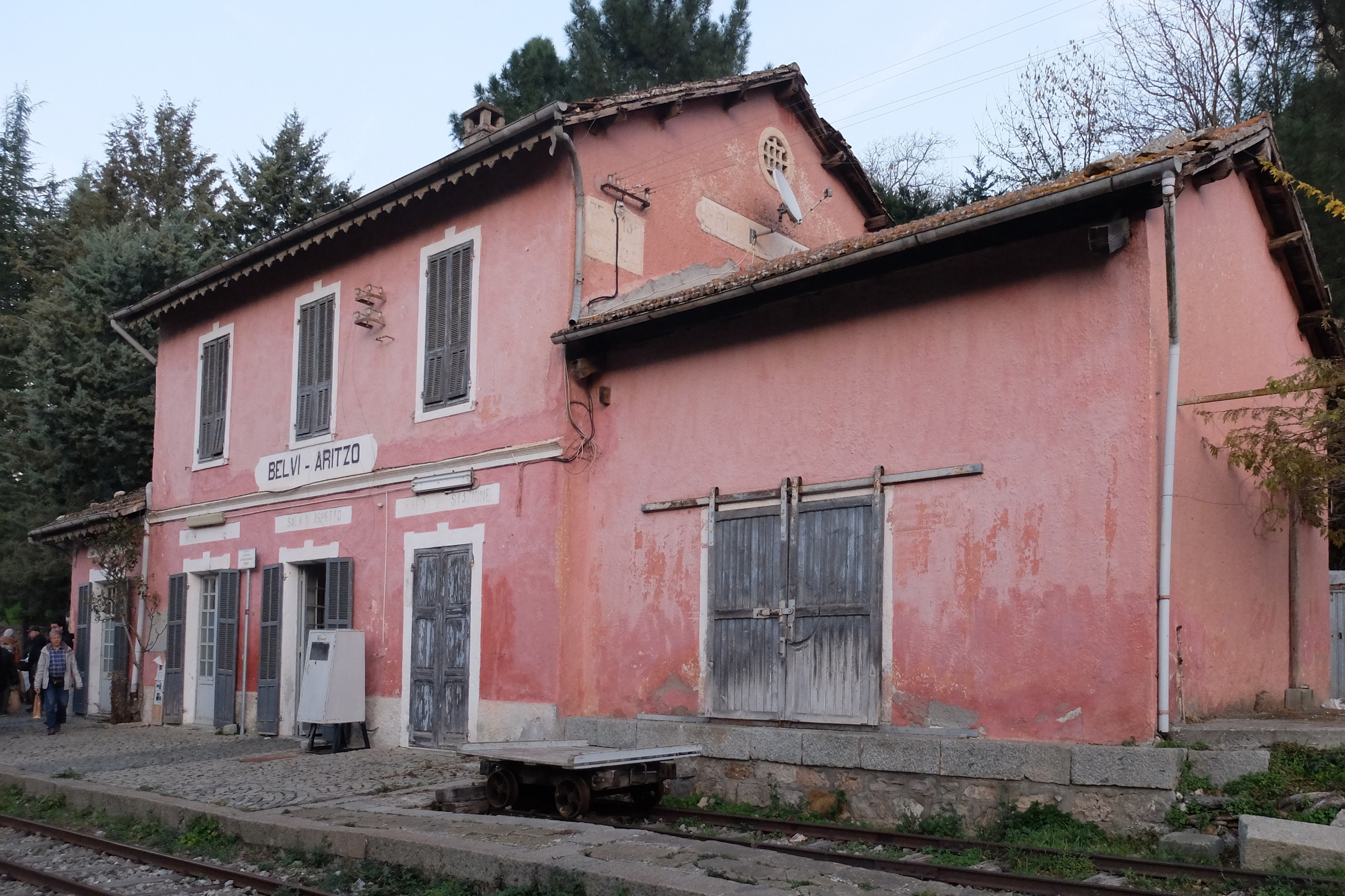
Bahnhof Belvi-Aritzo

Belvì ist eine Gemeinde in der Provinz Nuoro in der italienischen Region Sardinien mit 548 Einwohnern (Stand 31. Dezember 2023).
Belvì liegt 63 km südlich von Nuoro. Belvì besitzt einen Bahnhof an der schmalspurigen Bahnstrecke Isili–Sorgono, der in den Sommermonaten vom Trenino Verde bedient wird.
Die Nachbargemeinden sind: Aritzo, Atzara, Desulo, Meana Sardo, Sorgono und Tonara.

## Sehenswürdigkeiten
- Die Domus de Janas von Lagosu nordwestlich des Ortes.
- 1980 gründete eine Gruppe Naturfreunde unter der Leitung von Professor Friedrich Reichsgraf von Hartig, einem international renommierten Wissenschaftler für Entomologie und Ökologie, die „Freunde des Museums“ und das Museum der Naturwissenschaften. Die Museumssammlung umfasst eine Paläontologische Abteilung, Mineralogische Abteilung, Faunaabteilung, Entomologische Abteilung und Herpetologische Abteilung.[2]